# Cefalosporin-C transaminaza
Cefalosporin-C transaminaza (EC 2.6.1.74, cefalosporin C aminotransferaza, L-alanin:cefalosporin-C aminotransferaza) je enzim sa sistematskim imenom cefalosporin-C:2-oksoglutarat aminotransferaza. Ovaj enzim katalizuje sledeću hemijsku reakciju
(7)-7-(5-karboksi-5-oksopentanoil)aminocefalosporinat + D-glutamat {\displaystyle \rightleftharpoons } cefalosporin C + 2-oksoglutarat
Brojne D-aminokiseline, uključujući D-alanin, D-aspartat i D-metionin mogu da deluju kao donori amino-grupa.

## Literatura
- Nicholas C. Price; Lewis Stevens (1999). Fundamentals of Enzymology: The Cell and Molecular Biology of Catalytic Proteins (Third изд.). USA: Oxford University Press. ISBN 019850229X.
- Eric J. Toone (2006). Advances in Enzymology and Related Areas of Molecular Biology, Protein Evolution (Volume 75 изд.). Wiley-Interscience. ISBN 0471205036.
- Branden C; Tooze J. Introduction to Protein Structure. New York, NY: Garland Publishing. ISBN 0-8153-2305-0.
- Irwin H. Segel. Enzyme Kinetics: Behavior and Analysis of Rapid Equilibrium and Steady-State Enzyme Systems (Book 44 изд.). Wiley Classics Library. ISBN 0471303097.

## Spoljašnje veze
- Cephalosporin-C+transaminase на 